# Gonomyia (Leiponeura) macswaini
Gonomyia (Leiponeura) macswaini is een tweevleugelige uit de familie steltmuggen (Limoniidae). De soort komt voor in het Neotropisch gebied.